# Ричото Канудо
Ричото Канудо (Ђоја дел Коле, 2. јануар 1877 – Париз, 10. новембар1923) био је француски филмски теоретичар и критичар филма италијанског порекла, иначе писац и есејиста, романсијер, песник, музиколог и сценариста, а по мишљењу већине историчара, био је отац филмске теорије и критике.

## Биографија
По завршетку веома нередовних студија у Италији, сели се у Париз 1902. године, где улази у најнепристрасније интелектуалне кругове у којима брзо бива прихваћен као писац и публициста, али и даље наставља да пише текстове за италијанске часописе. Усмерење Ричота Канудоа није било једнострано, чак штавише напротив, он критички обрађује ликовна, музичка и књижевна дела, прошивајући их управо нитима које их повезују радије, него да тумачи сваку уметност понаособ. У том маниру, 1913. године оснива двомесечмик: Montjoie! који је имао за циљ истраживање веза међу различитим изражајним формама, а 1914. године: Manifeste de l'art cérébriste (овај термин је његова кованица како би дефинисао "естетику нераскидиво церебралну и сензуалну, супротстављену сваком сентиментализму у уметности и животу".
Како је започео Први светски рат, као добровољац се пријављује  у француску војску, где долази до изражаја његова нескривена храброст на фронту.
Убрзо након рата, посвећује се све интензивније филму, а 1921. оснива први филмски клуб у историји (Club des amis du septième art, познатији као CASA). Овај клуб је био модел и претходница многих елитистичких кино-клубова који од тог момента почињу да ничу у Паризу. Највећи значај Канудоовог клуба је управо одржавање угледних пројекција у оквиру Јесењег Салона, главне изложбе париског сликарства. Године 1922. оснива часопис Gazzette des sept arts, чији је у почетку он сам и главни уредник. Ипак, овај часопис ће надживети његову прерану смрт.

## Филм као седма уметност
Канудово занимање за филм, међутим, почиње и много пре него што су његови стварни доприноси постали уобличени и видљиви. Он је почео да пише о филму веома рано, још 1907. године, у ери немог филма управо још тада га третирајући као уметност. Настојао је да дефинише кључне елементе филмске уметности.
Године 1911. излази његов веома битан текст: Теорија седам уметности (франц. Théorie de sept arts) који концептуално поставља филмску уметност као седму у систем осталих и проглашава је најважнијом. Канудо ту сматра да филм обједињује све раније настале уметничке форме, а поготово два њихова пола:
- архитектуру, као ритам овековечен у простору и
- музику, као временски облик ритма.[2]

На тај начин покретна слика оживљава просторне облике који пулсирају у времену. Управо посредством те ритмичке пулсације, стварајући у илузији утисак стварног света, покретна слика, тј. филм открива скривене аспекте људске душе. Овај феномен се у историји филмске теорије назива визуализмом.
Ричоту Канудоу се мора признати заслуга што је са неколицином других наслутио могућности кинематографског језика и то у времену када је ново изражајно средство углавном сматрано механичким инструментом, комерцијалним подухватом или разонодом за масе.

## Књиге
Поред романа: Град без господара (1919) и Друго крило (1924), Поеме о Вардару и литерарних манифеста – Манифест церебрализма, објавио је доста филмских критика и есеја који су скупљени у постхумном издању књиге: Фабрика слика (1927). Ова књига својом садржином упловљава у ондашње модернистичке и авангардне токове.